# Замок Лумбардс
Замок Лумбардс (англ. Lumbard´s Castle, Lombard's Castle) — один із замків Ірландії, розташований в графстві Корк, в місті Баттевант.

## Історія замку Лумбардс
Замок Лумбартс був побудований в XV столітті аристократичною родиною Лумбард, що походить від родини Донатті, що приїхали в Ірландію після англо-норманського завоювання Ірландії в 1171 році. Донатті були торговцями вовною. Замок Лумбардс являє собою укріплений будинок. До цього на цьому місці була інша оборонна споруда. Будинок в ті часи стояв поруч біля ринкової площі серед середньовічного міста.
У 1690 році замок Лумбардс перейшов у власність полковника Джона Гріффорда — після так званих «Вільямітських війн» землі та замки конфісковувались у католиків і дарувались англійським офіцерам-протестантам. З 1750 року замок використовувався як протестанська школа. Школа тут була як мінімум до 1837 року. Потім замок належав родині Баклі, потім перейшов у власність церкви, що в 1867 році відновила замок.
Нині замок Лумбардс лежить в руїнах і закинутий.